# 瓦伦蒂娜·阿里盖蒂

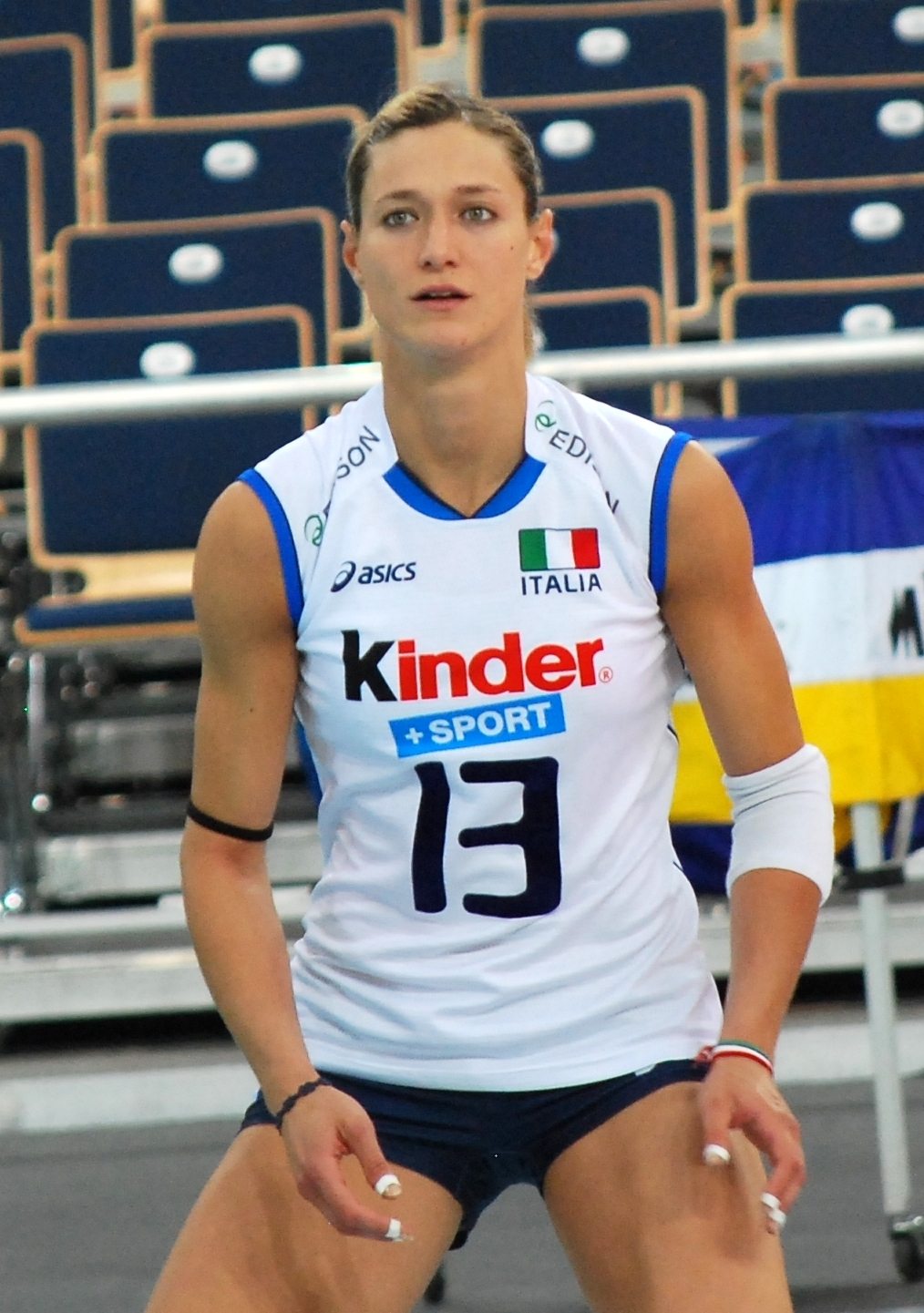
瓦伦蒂娜·阿里盖蒂

瓦伦蒂娜·阿里盖蒂（義大利語：Valentina Arrighetti，1985年1月26日—），意大利女子排球运动员。她曾代表意大利国家队参加2012年夏季奥林匹克运动会排球比赛，未能获得奖牌。